# Xã Johns, Quận Appanoose, Iowa
Xã Johns (tiếng Anh: Johns Township) là một xã thuộc quận Appanoose, tiểu bang Iowa, Hoa Kỳ. Năm 2010, dân số của xã này là 287 người.